# Flagge Oberschlesiens

Flagge Oberschlesiens

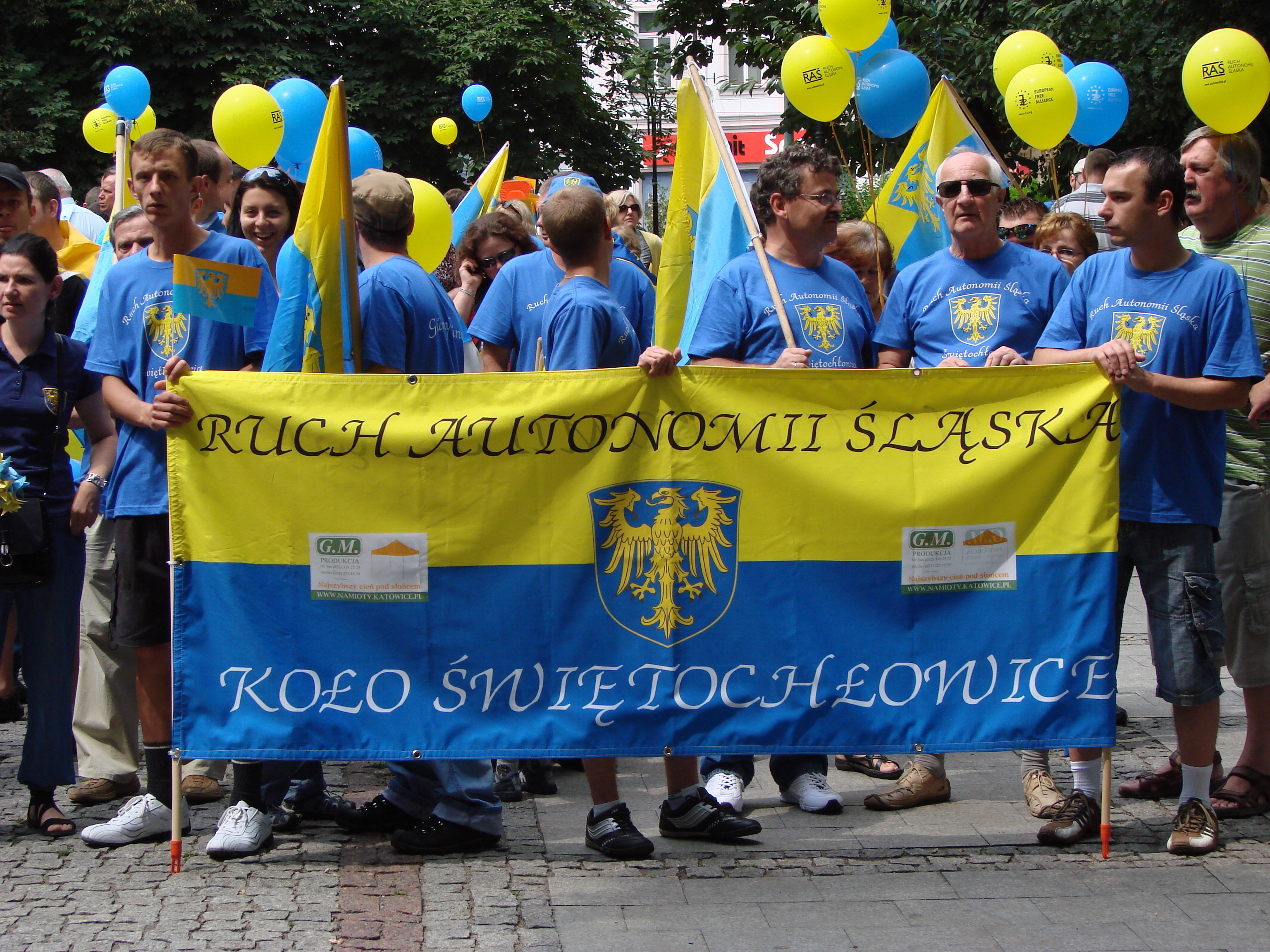
Demonstranten in Kattowitz mit oberschlesischen Fahnen

Die Flagge Oberschlesiens ist eine Bikolore aus den Farben Gold und Blau.
Die Flagge besteht aus zwei horizontalen Streifen. Die Farben der Flagge berufen sich auf das Wappen Oberschlesiens, wodurch sich nach den Regeln der Heraldik die Farbe Gold des Adlers oben befindet, die Farbe des Schildes Blau unten.
Eine identische Flagge war auch bis 2006 als Flagge der Woiwodschaft Oppeln benutzt worden. Auch in der neuen Flagge, sowie in der Flagge der Woiwodschaft Schlesien, werden die Landesfarben Gold und Blau benutzt.
Ähnliche Flaggen die ebenfalls die Farben Gold und Blau enthalten sind die Flaggen der Städte Oppeln und Kattowitz.
Die Farben wurden zusammen mit dem Wappen der Provinz Oberschlesien als Landesdienstflagge der Provinz Oberschlesien zwischen 1920 und 1935 genutzt, welche von 1919 bis 1938 und von 1941 bis 1945 bestand.